# ダニエル・アレヴィ
ダニエル・アレヴィ（Daniel Halévy、1872年12月12日 - 1962年2月4日）は、フランス、パリ出身の歴史家、評論家。ニーチェ、ヴォーバン、シャルル・ペギーなどの評伝で知られる。
父はユダヤ人作家・歴史家のリュドヴィク・アレヴィで兄は哲学者・歴史家のエリー・アレヴィ、娘婿はド・ゴール政権下で教育相などを務めたルイ・ジョックスでミッテラン政権下で閣僚を務めたピエール・ジョックスは孫にあたる。友人にマルセル・プルースト、アンリ・バルビュスがいる。

## 生涯
1872年12月12日、フランスのパリに生まれる。両親はプロテスタントで、ダニエルもプロテスタントとして育つ。その後、リセ・コンドルセに進学し、同校出身のプルースト、フェルナン・グレーグ、ロベール・ドレフュスらと同人誌『饗宴（Le Banquet）』（1892-1893）を創刊し、バルビュス、レオン・ブルムらも寄稿した。さらに、フランス国立東洋言語文化研究所でアラビア語を学んだ。
1894年に起きたドレフュス事件で、スパイ容疑で有罪判決を受けたアルフレッド・ドレフュスの再審を求める運動に参加した。1900年、ドレフュス事件を機に詩人・劇作家のシャルル・ペギーによって創刊された雑誌『半月手帖』に協力し、『われわれの過去のための弁明』（Apologie pour notre passé, 1910）を発表した。
また、グラッセ出版社のカイエ・ヴェール叢書の編集者として、作家や批評家に大きな影響力を持ち、そのサロンにアンドレ・マルローなど多くの若い文学者が集まった。
1924年、『ヴォーバン』でアカデミー・フランセーズの歴史賞「テルアンヌ賞」を受賞した。
1946年にフランス学士院倫理・政治学アカデミーの会員に選出された。
1962年2月4日、パリにて死去。

## 著書
- Jules Michelet, 1928 -『ジュール・ミシュレ』
- La Fin des notables, Hachette, Collection « Pluriel », 1995 (初版 1930) -『名士の終焉』
- Décadence de la liberté, 1931 -『自由の退廃期』
- La République des Comités : essai d'Histoire contemporaine (1895-1934), Grasset, Collection « La Cité française », 1934 -『委員会の共和国 - 現代史 (1895-1934)』
- Visites aux paysans du Centre, Grasset, Collection « D'un regard l'autre, Bleu autour », 2012 (初版 1935) -『中部地方の農民視察記』
- La République des Ducs, Hachette, Collection « Pluriel », 1995 (初版 1937) -『公爵の共和国』
- Pour l'étude de la Troisième République, Grasset, 1937 -『第三共和政の研究のために』
- Trois épreuves : 1814 - 1871 - 1940, Plon, 1941 -『三つの試練 - 1814年、1871年、1940年』
- Essai sur l'accélération de l'histoire, Éditions Self, 1948 -『歴史の加速化のための考察』
- Vauban, Grasset, 1923 -『ヴォーバン』
- Pays parisiens, Grasset, 2000 (初版 1932) -『パリの人々』
- Péguy, 1944 -『ペギー』
- Charles Péguy et les Cahiers de la Quinzaine, Grasset, 1941 (初版 1918, Payot & Cie) - フランス国立図書館電子書籍 Gallica 版 -『ペギーと半月手帖』
- Essai sur le mouvement ouvrier en France, Société nouvelle de Librairie et d'Édition, 1901 -『フランス労働運動論』
- Histoire de quatre ans, 1997-2001, éditions Kimé, 1997 (初版 Cahiers de la Quinzaine, 1903) -『四年史 - 1997-2001』
- La Vie de Friedrich Nietzsche, Calmann-Lévy, 1944 (初版 1909)
  - 『ニイチェ伝』生田長江・野上巌共訳、新潮社、1930年
  - 『ニーチェ伝』（全3巻）野上巌訳、改造社〈改造文庫〉1938 - 1942年
  - 『ニーチェ』大野俊一訳、新潮社、1953年
- Luttes et problèmes - (Apologie pour notre passé - Un épisode - Histoire de quatre ans), Rivière, 1912 -『闘争と諸問題』
- La Jeunesse de Proudhon, Cahiers du Centre, 1912 -『プルードンの青春』
- Quelques nouveaux Maîtres, Cahiers du Centre, 1914 -『4人の新巨匠』
- Le Président Wilson. Étude sur la démocratie américaine, Payot, 1918 -『ウィルソン大統領 - アメリカの民主主義に関する研究』
- Histoire d'une histoire esquissée pour le troisième Cinquantenaire de la Révolution française, Grasset, 1939 -『フランス革命の3度目の50周年のための略歴の歴史』